# Dolmen de Combe-Lébrouse
Le dolmen de Combe-Lébrouse (parfois orthographié Combe le Rouze) est un dolmen situé sur le territoire de la commune de Gorges du Tarn Causses, dans le département de la Lozère en France.

## Description
C'est le plus grand dolmen du Causse Méjean. La table de couverture, brisée en quatre parties, mesure 6 m de long sur 2,50 m de large et 0,65 m d'épaisseur. La chambre est délimitée par deux orthostates parallèles et une dalle de chevet incomplète. Le dolmen a été restauré (consolidation des supports, reconstitution du tumulus) par Gilbert Fages.
Une perle noire discoïde en roche noire a été découverte lors de la restuaration.